# Brie (kaas)
Brie is een Franse witschimmelkaas. Brie behoort net als camembert en hervekaas tot de zogenaamde 'zachte' zuivelproducten.
Brie komt van oorsprong uit en is vernoemd naar de historische regio Brie, wat tegenwoordig grofweg overeenkomt met het departement Seine-et-Marne in de Île-de-France, met de oorspronkelijke 'Brie'-kaas Brie de Meaux en Brie de Melun. Beide zijn altijd beschermd geweest, maar er bestaan vele imitaties.
De Brie de Meaux en de Brie de Melun zijn de enige twee brie-soorten die ook een AOC-keurmerk hebben, een appellation d'origine contrôlée, wat inhoudt dat strikt gereglementeerd is welke melk, uit welk gebied gebruikt mag worden voor de kaas, en daarnaast hoe de kaas geproduceerd moet worden, en hoe lang de kaas moet rijpen.
Traditionele brie wordt zowel van rauwe als gepasteuriseerde melk gemaakt. De wrongel wordt niet gesneden of geperst. De kunst van het brie-maken is om de lagen wrongel gelijkmatig in de kaasvormen te scheppen en de wei er goed uit te laten lopen. Wanneer de kaas stevig is geworden, wordt deze op (stro)matjes gelegd. Door ze regelmatig te keren en te bestrooien met de schimmel (Penicillium camemberti, Penicillium candidum, en/of Brevibacterium linens) krijgen ze de kenmerkende smaak en vorm. Brie rijpt het best bij constante temperatuur.